# Margaret Beacham
Margaret Beacham, née Moir le 28 septembre 1946, est une athlète britannique.

## Carrière
Elle remporte la médaille d'or sur 1 500 mètres aux Championnats d'Europe d'athlétisme en salle 1971 à Sofia. Elle termine quatrième de l'épreuve aux Championnats d'Europe d'athlétisme en salle 1972 à Grenoble.